# Himawari!
Himawari! (яп. ひまわりっ! Химавари!) — аниме-сериал режиссёра Сигэнори Кагиямы, созданный студией GoDo и спродюсированный компанией Genco. Премьерная трансляция прошла на телеканале Chiba TV с 8 апреля по 1 июля 2006 года. Позже были выпущены манга Himawari-den! (яп. ひまわり伝っ!) и второй сезон сериала под названием Himawari!! (яп. ひまわりっ!!).

## Сюжет
После того как самолёт, на котором летела Химавари Хината, разбивается и её спасает ниндзя, девушкой завладевает мечта овладеть боевыми искусствами. Некоторое время спустя она отправляется в таинственную деревню Тумана за новыми знаниями и умениями. В то же время туда прибывает новый учитель, Хаято Марикодзи, который даже не представлял, через что ему придётся пройти.

## Персонажи
- Химавари Хината (яп. 日向 ひまわり Хината Химавари)

Сэйю: Кана Мацумото
Главный женский персонаж сюжета. После того как её в детстве спасает воин-синоби, она ставит перед собой цель самой стать куноити. Сюжет начинается с её попытки поступить в академию ниндзя.
- Хаято Марикодзи (яп. 万里小路 ハヤト Марико:дзи Хаято)

Сэйю: Коити Тотика
24-летний мужчина, устроившийся на работу учителем, чтобы отработать задолженность в 2 млн иен. Поначалу он хотел бросить работу, когда узнал, что жители деревни, где ему предстоит работать, мягко говоря необычны, однако в итоге изменил своё мнение.
- Адзами (яп. あざみ)

Сэйю: Рёко Сираиси
Умный и находчивый юноша. Он маскируется под девочку, чтобы ходить в школу для девочек, следя за ними по просьбе учеников школы для мальчиков. И несмотря на то, что об этом известно многим, никаких попыток прекратить это странное действо не предпринимается.
- Сикими (яп. しきみ)

Сэйю: Ая Хирано
Одна из самых опытных куноити-стажёров в академии ниндзя, хорошо разбирающаяся в лекарственных травах.
- Юсура (яп. ゆすら)

Сэйю: Асуми Наката
- Момота (яп. もも太)

Сэйю: Юи Кано
Домашнее животное Юсуры, чья атака на противников заключается в пускании в их сторону кишечных газов. Юсура ухаживала за ним, когда тот был ранен, чем и заслужила его доверие.
- Химэдзи (яп. ヒメジ)

Сэйю: Маюми Ёсида
Смуглая по виду странноватая куноити-стажёр, специалистка по оружию и его применению в боевых условиях. Её излюбленным оружием является большой меч.
- Цукиёхимэ (яп. つきよ姫)

Сэйю: Юко Отакэ
Странноватая куноити-стажёр с «ушами эльфа», одевающаяся в традиционные костюмы Японии. Она любит дать другим советы, а в кулинарии предпочитает суп мисо.
- Нанафуси (яп. ナナフシ)

Сэйю: Такаси Кондо
Он и Сикими встретились, когда она нашла его в горах с травмой ноги. С тех пор у них дружеские, хотя и ограниченные, отношения.
- Босс (яп. お頭 Окасира), Вабисукэ (яп. わび助) и Сабисукэ (яп. さび助)

Сэйю: Хироми Хирата (The Boss), Юи Кано (Вабисукэ), Михо Миягава (Сабисукэ)
Босс — зеленоволосая женщина, когда-то спасшая двух детей, Вабисукэ и Сабисукэ, которые впоследствии стали её подчинёнными. Она считает, что Хаято является потомком убийцы некоторых её предков, что впоследствии оказывается неправдой.
- Ёнэдзава (яп. 米澤)

Сэйю: Такаси Кондо
На удивление дружелюбная каппа. Является другом Юсуры и обожает лакомиться огурцами.

## Аниме-сериал
Открывающие композиции:
- Первый сезон: «Taiyō no Kakera» (исполняет Рёко Сираиси).
- Второй сезон: «Sorairo no Tsubasa» (исполняет Рёко Сираиси).

Закрывающие композиции:
- Первый сезон: «Guruguru ~Himawari ver.~» (исполняет Eufonius).
- Второй сезон: «Kirakira» в исполнении Eufonius (серии 1, 8 и 13), Аи Хирано (2, 9, 12), Каны Мацумото (3, 6, 10), Маюми Ёсиды (4), Рёко Сираиси (5, 11) и Асуми Накаты (7).

| Первый сезон | Первый сезон                                                                                              | Первый сезон        |
| № серии      | Название                                                                                                  | Трансляция          |
| ------------ | --- | ------------------- |
| 1            | I'll Protect My Master «Госюдзин сама о омаморисимасу» (ご主人様をお守りします)                           | 8 апреля 2006 года  |
| 2            | I Definitely Won't Fall In Love «Кэсситэ хорэтэ ва нарану но дэсу» (決して惚れてはならぬのです)           | 15 апреля 2006 года |
| 3            | I Won't Open My Mouth Even If I Get Killed «Синдэ мо кути ва кацурану но дэсу» (死んでも口は割らぬのです) | 22 апреля 2006 года |
| 4            | Stealing Is A Shinobi's Shame «Нусуми ва синоби но хадзи дэсу моно» (盗みは忍びの恥ですもの)              | 29 апреля 2006 года |
| 5            | A Female Ninja's Forbidden Valentine «Куноити гохатта барэнтайн» (くのいち御法度バレンタイン)             | 6 мая 2006 года     |
| 6            | A Shinobi's Training Is A Matter Of Life Or Death «Синоби но рю:го: ва инотигакэ» (忍びの修行は命懸け)    | 13 мая 2006 года    |
| 7            | I Won't Make Pointless Killings «Муда на сэссё: итасимасэну» (無駄な殺生いたしませぬ)                     | 20 мая 2006 года    |
| 8            | I'll Protect Everybody «Минна матомэтэ маморимасу» (みんなまとめてお守りします)                           | 27 мая 2006 года    |
| 9            | A Ninja's 'Nin' Is Shinobu's 'Shino' «Ниндзя но нин ва синобу но сино» (忍者の忍はしのぶ(恋)の忍)         | 3 июня 2006 года    |
| 10           | Pitying A Shinobi Is Useless «Синоби ни насакэ ва муё: на но дэсу» (忍びに情けは無用なのです)             | 10 июня 2006 года   |
| 11           | A Bond That Cannot Be Severed «Киттэ мо кирэнай кидзуна на но дэсу» (切っても切れない絆なのです)          | 17 июня 2006 года   |
| 12           | The Master's Worth Is Not Fit For The Dogs «Сю:дзё: гэнка ва ину мо кувану» (主従ゲンカは犬も食わぬ)      | 24 июня 2006 года   |
| 13           | A Servant With Life «Иноти аттэ но кэрай дэсу» (命あっての家来です)                                       | 1 июля 2006 года    |

| Второй сезон | Второй сезон | Второй сезон         |
| № серии      | Название | Трансляция           |
| ------------ | --- | -------------------- |
| 1            | A Ninja's Rival is Another Ninja «Ниндзя но тэки мо, мата ниндзя» (忍者の敵も、また忍者)                                             | 6 января 2007 года   |
| 2            | If You Eat Plants, With It Comes Poison As Well «Со: во кураваба, доку мадэ мо» (草を食らわば、毒までも)                             | 13 января 2007 года  |
| 3            | Knives Aren't Needed for Killing Men «Отоко коросу ня хамоно ва ирану» (男殺すにゃ刃物はいらぬ)                                      | 20 января 2007 года  |
| 4            | There's a Fine Line Between Attack and Defense «Сэмэру мо мамору мо камихитоэ» (攻めるも守るも紙一重)                                | 27 января 2007 года  |
| 5            | The Female Ninja's Great Strategy «Куноити миттэй дай сакусэн» (くのいち密偵大作戦)                                                  | 3 февраля 2007 года  |
| 6            | Alternative? The Bonds of Fate between Master and Servant «Нисятакуицу? Сю:дзю: но кидзуна то акаи ито» (二者択一？主従の絆と赤い糸) | 10 февраля 2007 года |
| 7            | Bewildered and Perplexed; Surrounded by Enemies «Мадои мадоваси симэнсока» (惑い惑わし四面楚歌)                                      | 17 февраля 2007 года |
| 8            | The Moonlit Forest is Full of Dangers «Цуки ё но мори ва кикэн га иппай» (つきよの森は危険がいっぱい)                                | 24 февраля 2007 года |
| 9            | Friends Yesterday are Enemies Today «Кино: но томо ва кё: но тэки» (昨日の友は今日の敵)                                              | 3 марта 2007 года    |
| 10           | Himawari Returns to Her Hometown «Химавари, кокё: ни каэру» (ひまわり、故郷に帰る)                                                   | 10 марта 2007 года   |
| 11           | A Past of Secrecy is a Tricky Pattern «Химицу но како ва каракури моё:» (秘密の過去はカラクリ模様)                                   | 17 марта 2007 года   |
| 12           | Rescue! Friends of Shinobi Go Through Thick and Thin Together «Кю:сюцу! Синоби но томо ха итирэнтакусё:» (救出！忍びの友は一蓮托生)  | 24 марта 2007 года   |
| 13           | Final Battle! Master and Servant's Eternal Vows «Кэссэн! Сю:дзю: но тигири ва эиэн ни» (決戦！主従の契りは永遠に)                    | 31 марта 2007 года   |